# Wambercourt
Wambercourt é uma comuna francesa na região administrativa de Altos da França, no departamento de Pas-de-Calais. Estende-se por uma área de 6,06 km². Em 2010 a comuna tinha 251 habitantes (densidade: 41,4 hab./km²).